# Ein Fall aus der Praxis

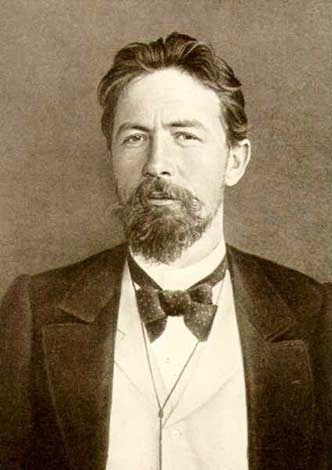
Anton Tschechow

Ein Fall aus der Praxis (russisch Случай из практики, Slutschai is praktiki) ist eine Erzählung des russischen Schriftstellers Anton Tschechow, die im Dezemberheft 1898 der Moskauer Monatszeitschrift Russkaja Mysl abgedruckt wurde.
Wladimir Czumikow übertrug den Text 1899 ins Deutsche. Im selben Jahr erschien die Erzählung im Tschechischen (Případ z praxe) und dann 1904 im Serbokroatischen (Doživljaj iz lječničke prakse).

## Handlung
An einem Tag im Monat Mai lässt die Fabrikbesitzerin Frau Ljalikow aus dem Moskauer Umland den Professor dringlich ans Krankenbett ihrer einzigen Tochter Lisa rufen. Der Mediziner schickt seinen Assistenten Koroljow. Dieser fährt von Moskau aus zwei Stationen mit der Bahn und wird von einem Kutscher abgeholt. Die Ljalikow’sche Kattun-Fabrik liegt vier Werst abseits von der Station. Der Kutscher passiert das Fabriktor und prescht rücksichtslos durch die ehrerbietig weichenden Proleten. Der Moskauer Koroljow beobachtet die Arbeiter und sieht „in den Gesichtern, ihren Mützen, ihrer Gangart physische Unsauberkeit, Trunksucht, Nervosität und innere Unsicherheit“. Im Hause wird der Arzt von der Gouvernante Christina Dmitrijewna empfangen und zu der zwanzigjährigen Kranken geführt. Lisa klagt über Herzklopfen. In der Nacht könne sie nicht schlafen. Koroljow stellt fest, das Herz arbeitet ordentlich, verordnet Schlaf und denkt: „Die sollte man längst verheiraten.“ Er empfiehlt der besorgten Mutter von weiterem Arztwechsel abzusehen. Der Fabriksarzt möge Lisa wie bisher weiterbehandeln. Es sei ja nichts Schlimmes.
Koroljow will den nächsten Zug erreichen. In Moskau warten Arbeit und die Familie auf den verheirateten Doktor. Die verängstigte Witwe Frau Ljalikow überredet den Mediziner zum Ausharren über Nacht. Koroljow lässt sich überreden. Das Abendessen ist delikat. Man trinkt französische Weine. Koroljow will hinterher noch nicht gleich schlafen und streicht durch das Fabrikgelände. Er kann gar nicht fassen, dass Lisa Alleinerbin der fünf großen Fabrikgebäude sein soll, in denen knapp zweitausend Arbeiter von etwa hundert Aufsehern überwacht und drangsaliert werden. Dann begibt der Arzt sich noch einmal zu seiner Patientin und legt den Finger auf die Wunde: „Draußen ist das schönste Wetter, es ist Frühling, die Nachtigallen schlagen, Sie aber sitzen im Dunkeln und grübeln über etwas.“ Lisa beklagt ihre Einsamkeit. Koroljow meint, er wisse einen Weg zur Heilung: Lisa muss ihrem Reichtum den Rücken kehren. Er weiß aber nicht, wie er es ihr sagen soll und findet die Ermunterung: „Ihre Schlaflosigkeit ist ehrenvoll; in jedem Falle ist sie ein gutes Zeichen.“

## Rezeption
- 8. Mai 2002, Dorothea Dieckmann in der Zeit: Das Lächeln des Doktor Tschechow. Im Raritätenkabinett eines Humoristen, der die Welt für unheilbar hält.
- Der Mediziner Struben[4] resümiert in seinem Kommentar, zwar kann der Arzt Koroljow seiner Patientin Lisa nicht helfen, doch er gibt „ihr Sicherheit und Zuwendung auf psychischer und somatischer Ebene“.

### Deutschsprachige Ausgaben
- Ein Fall aus der Praxis, S. 67–78 in Anton Tschechow: Das Glück und andere Erzählungen. Aus dem Russischen übertragen von Alexander Eliasberg. 187 Seiten. Wilhelm Goldmann Verlag, München 1962, Goldmanns gelbe Taschenbücher, Bd. 868
- Ein Fall aus der Praxis. Deutsch von Gerhard Dick in: Wolf Düwel (Hrsg.): Anton Tschechow: Die Dame mit dem Hündchen. Meistererzählungen. (enthält noch: Die Gattin. Herzchen. Weißstirnchen. Der Mord. Ariadna. Das Haus mit dem Zwischenstock. Mein Leben. Die Bauern. Der Petschenege. In der Heimat. Auf dem Wagen. Bei Bekannten. Der Mensch im Futteral. Die Stachelbeeren. Von der Liebe. Jonytsch. Das Neue Landhaus. Auf der Dienstreise. Zur Weihnachtszeit. In der Schlucht. Anna am Halse. Der Bischof. Die Braut). 612 Seiten. Rütten & Loening, Berlin 1967 (1. Aufl.)

### Sekundärliteratur
- Gerhard Köpf (Hrsg.), Volker Faust (Hrsg.): Psychiatrie in der Literatur. S. 298–310 Volltext, S. 311: Kommentar von Friedhelm Struben. Deutscher Universitätsverlag, Wiesbaden 2003, ISBN 978-3-322-81230-8